# Armatore
L'armatore (dal latino armator, -oris, derivato di armare, "allestire") è colui che ha l'esercizio della nave, indipendentemente dall'esserne o meno il proprietario. Per esercizio della nave si intende quel complesso di funzioni, attività e responsabilità che sono assunte da chi ne ha la gestione.

## Requisiti
I requisiti per assumere qualifica di armatore sono:
- avere la disponibilità della nave;
- essere titolare di rapporti di lavoro con l'equipaggio.

Possono assumere la qualità di armatore:
- persone fisiche;
- persone giuridiche;
- società d'armamento tra comproprietari;
- associazioni.

Per rendere conoscibile ai terzi chi ha l'esercizio della nave, la legge richiede che l'armatore, prima di assumere l'esercizio della nave, faccia la "dichiarazione d'armatore" presso l'autorità marittima dove è iscritta la nave. Se l'armatore non effettua la dichiarazione, la legge presume che l'armatore sia il proprietario e quindi è compito del proprietario verificare che l'armatore abbia effettuato la dichiarazione, potendo, in mancanza, effettuarla al suo posto e per suo conto.

## Limitazione del debito
L'articolo 275 del codice della navigazione italiano prevede che l'armatore possa limitare il debito complessivo che provenga dalle obbligazioni sorte nel corso di un viaggio a una somma limite pari al valore della nave più il valore del nolo, più gli altri proventi del viaggio. L'armatore può chiedere il beneficio della limitazione prima dell'inizio del viaggio, durante il viaggio ma non oltre la fine del viaggio. Se chiesto prima dell'inizio del viaggio, il valore della nave viene determinato al momento della richiesta della limitazione; se chiesto durante il viaggio, il valore da calcolarsi sulla nave deve essere compreso tra 1/5 e 2/5 del valore che la nave aveva all'inizio del viaggio. Il valore della nave viene individuato in base al valore attribuito alla nave nelle polizze assicurative, o in base al valore corrispondente al certificato di classe della nave.
Gli altri valori che concorrono a determinare la somma limite sono:
- Il nolo: il corrispettivo che il proprietario del carico paga all'armatore per il trasporto (prezzo del trasporto).
- Gli altri proventi del viaggio: entrate straordinarie che si siano verificate nel corso del viaggio.